# Vivimi
Vivimi è un brano musicale della cantante italiana Laura Pausini.
Il brano è stato tradotto in lingua spagnola con il titolo Víveme. La canzone fu la colonna sonora della telenovela spagnola La Madrastra, 2005, la cui protagonista fu Victoria Ruffo.

## Vivimi

### Il brano
Vivimi è il secondo singolo estratto il 26 novembre dall'album Resta in ascolto del 2004.
La canzone è scritta da Biagio Antonacci; l'adattamento spagnolo è di Laura Pausini e Badia.
La canzone viene tradotta in lingua spagnola con il titolo Víveme, inserita nell'album Escucha, estratta come secondo singolo in Spagna e in America Latina.
I due brani vengono trasmessi in radio; vengono realizzati i due videoclip.
La cantante esegue Vivimi in estate al Festivalbar 2005 (anche se partecipa con Come se non fosse stato mai amore).

### Video musicale
Il video musicale della canzone (in lingua italiana e in lingua spagnola) è stato diretto dal regista Gaetano Morbioli, girato alla fine di novembre 2004 a Venezia, nel sontuoso salone barocco di Ca' Zenobio degli Armeni (lo stesso scenario utilizzato da Madonna per il video di Like a Virgin nel 1984) e trasmesso per la prima volta il 12 dicembre 2004. Nel videoclip si contrappongono due ambienti: il backstage di un concerto, rappresentato da un lungo corridoio e dall'oscurità di un camerino, e un ampio salone.
Il videoclip di Víveme viene inserito negli album Escucha Enanched Edition e CD+DVD Edition.

## Formazione
- Laura Pausini: voce
- Daniel Vuletic: chitarra acustica
- Riccardo Galardini: chitarra acustica
- Vincenzo Rende: chitarra elettrica
- Gabriele Fersini: chitarra elettrica
- Emiliano Fantuzzi: chitarra elettrica
- Massimo Varini: chitarra acustica, chitarra elettrica
- Max Costa: programmazione, tastiera
- Dado Parisini: tastiera, pianoforte, programmazione
- Cesare Chiodo: basso, chitarra acustica, tastiera, pianoforte
- Paolo Costa: basso
- Alfredo Golino: batteria
- Pier Foschi: batteria
- Ian Thomas: batteria
- Roberto Rossi: trombone
- Stefano Cocco Cantini: sax

### Tracce
CDS - Promo 15208 Warner Music Europa
1. Vivimi

CDS - 5050467738829 Warner Music Europa
1. Vivimi
2. Vivimi (Instrumental)

CDS - Promo 15210 Warner Music Spagna-Latina
1. Víveme

CDS - Promo PCD1743 Warner Music Messico
1. Víveme

CDS - Promo Warner Music Spagna-Latina
1. Víveme
2. Víveme (Instrumental)

Download digitale
1. Vivimi
2. Víveme

### Riconoscimenti e nomination
Nel 2006 con il brano Víveme Laura Pausini si aggiudica il premio Billboard Latin Music Awards nella categoria Canzone Pop femminile dell'anno e due premi ASCAP Latin Music Awards nelle categorie Miglior brano Pop/Ballad Song e Miglior sigla per Soap Opera per la telenovela sudamericana La madrastra.
Sempre nel 2006, con il brano Víveme, Laura Pausini riceve due nomination al Premio Lo Nuestro nelle categorie Canzone dell'anno e Video musicale dell'anno.

### Classifiche
Posizioni massime
| Classifica (2004-2012)              | Posizione massima |
| ----------------------------------- | ----------------- |
| Belgio (Vallonia)                   | 65                |
| Stati Uniti (Latin Song)            | 6                 |
| Stati Uniti (Latin Pop Song)        | 2                 |
| Stati Uniti (Regional Mexican Song) | 2                 |
| Svizzera                            | 38                |

## Víveme- Edizione 2013

### Il brano
Nel 2013 la canzone Víveme viene inserita nell'album raccolta 20 - Grandes Exitos in una nuova versione in duetto con Alejandro Sanz.
Il brano in lingua spagnola viene nuovamente estratto come singolo ed è il 2° singolo estratto il 4 dicembre 2013 in Spagna e in America Latina dall'album 20 - Grandes Exitos.
Anche nell'album in lingua italiana 20 - The Greatest Hits viene inserita la nuova versione in duetto in lingua italo-spagnola con il titolo Vivimi/Víveme, ma non viene estratta come singolo.

### Il video
Il videoclip (solo in lingua spagnola) è stato diretto dal registra Gaetano Morbioli, girato all'Hotel ME Madrid Reina Victoria di Madrid a dicembre 2013 e reso disponibile il 1º gennaio 2014 sul canale YouTube della Warner Music Italy. Viene realizzato anche il Making of the video di Víveme e reso disponibile sul canale YouTube della Warner Music Italy il 14 febbraio 2014.
Nel 2015 il video musicale di Víveme in duetto con Alejandro Sanz viene inserito nel DVD della versione 20 - Grandes Exitos - Spanish Deluxe pubblicata in Spagna.

### Tracce
Download digitale
1. Vivimi/Víveme (New Version) (con Alejandro Sanz)
2. Víveme (New Version) (con Alejandro Sanz)

### Nomination
Con Víveme Laura Pausini e Alejandro Sanz, ricevono a febbraio 2014 due nomination ai World Music Awards 2014 nelle categorie Miglior canzone e Miglior video.

### Classifiche
Posizioni massime
| Classifica (2013-2014)       | Posizione massima |
| ---------------------------- | ----------------- |
| Stati Uniti (Latin Pop Song) | 9                 |
| Stati Uniti (Latin Song)     | 34                |

## Colonna sonora
Nel 2005 Víveme viene utilizzato come colonna sonora della telenovela messicana La madrastra.

## Pubblicazioni
Vivimi viene inserita in una versione rinnovata nell'album 20 - The Greatest Hits del 2013 in lingua italo-spagnola (Vivimi/Víveme) in duetto con il cantante spagnolo Alejandro Sanz e nell'album compilation del 2014 Los n° 1 de Cadena 100; in versione Live negli album Live in Paris 05 del 2005 (audio e video), San Siro 2007 del 2007 (Medley audio e video), Laura Live World Tour 09 del 2009 (audio) e Fatti sentire ancora/Hazte sentir más del 2018 (video).
Víveme viene inserita in una versione unplugged registrata nel camerino del Wilthern Theater a Los Angeles nell'album Live in Paris 05 del 2005 (audio); in una versione rinnovata nell'album 20 - Grandes Exitos del 2013 in duetto con il cantante spagnolo Alejandro Sanz; in versione Live negli album San Siro 2007 del 2007 (Medley audio e video), Laura Live World Tour 09 e Laura Live Gira Mundial 09 del 2009 (audio e video); nelle compilation Grandes canciones de grandes telenovelas del 2007 e Grandes canciones de telenovela del 2014.

## Interpretazioni dal vivo
Vivimi viene eseguita in alcune esibizioni dal vivo da Laura Pausini in duetto con altri artisti: il 24 novembre 2009 in duetto con il cantante italiano Tiziano Ferro durante il programma televisivo di Rai 2 Due (in onda l'8 dicembre); il 26 marzo 2012 in duetto con il cantante italiano Biagio Antonacci durante il programma televisivo di Canale 5 Panariello non esiste condotto da Giorgio Panariello e Nina Zilli; durante 4 tappe del The Greatest Hits World Tour 2013-2015 - il 22 dicembre 2013 al Mediolanum Forum d'Assago, il 2 marzo 2014 al James L. Knight di Miami (versione italo-spagnola), il 6 marzo 2014 al The Theater at Madison Square Garden di New York (versione italo-spagnola) e il 18 maggio 2014 al Teatro antico di Taormina (trasmesso in tv su Rai 1 il 20 maggio con il titolo Stasera Laura: ho creduto in un sogno).
Il 23 ottobre 2011 esegue il brano Víveme in versione live in duetto con il cantante messicano Alex Syntek durante il programma televisivo messicano La Voz.

## Cover
Nel 2008 Biagio Antonacci realizza una cover di Vivimi inserendola nell'album Il cielo ha una porta sola. Esiste anche una versione cinese del brano.